# Moray (Peru)
Moray este un sit arheologic din Peru, la aproximativ 50 km nord-vest de orașul Cuzco, pe un platou înalt, la aproximativ 3 km vest de satul Maras.

## Descriere
Este posibil ca terasele concentrice, dispuse pe mai multe niveluri, să fi servit incașilor ca teren de testare agricolă pentru a studia influența unor microclimate asupra creșterii plantelor.
Coordonatele sitului: 13°19′45″S 72°11′47″W

## Galerie de imagini

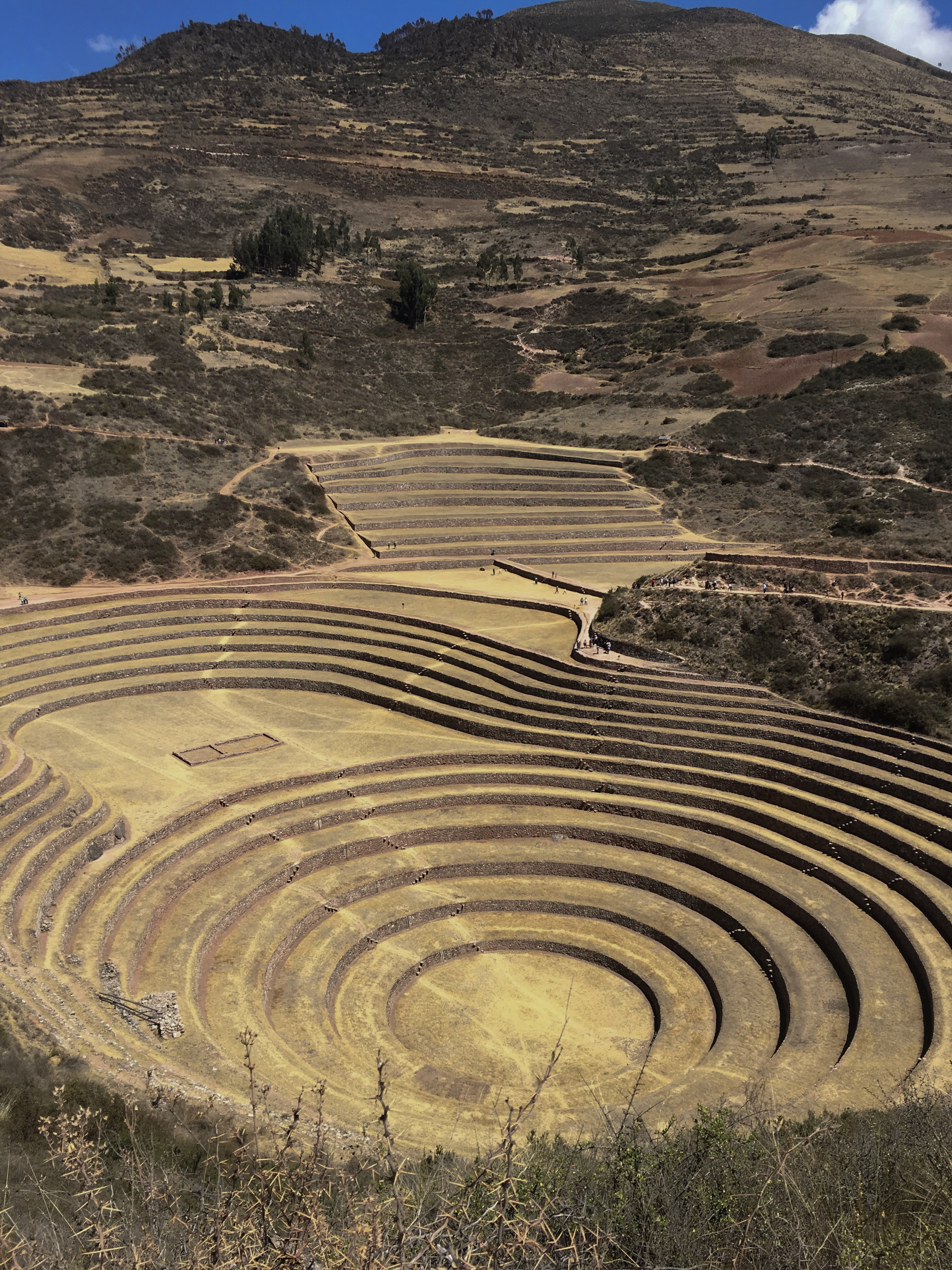
Situl arheologic Moray din Peru